# Asura furcata
Asura furcata là một loài bướm đêm thuộc phân họ Arctiinae, họ Erebidae.